# La dama del alba
La dama del alba és una gran obra teatral del dramaturg asturià Alejandro Casona subtitulada Retablo en cuatro cuadros. La publicà l'editorial Losada de Buenos Aires l'any 1944. Ha estat reeditada posteriorment en moltes editorials, i el 1965, el director Rovira-Beleta en va fer una pel·lícula.
Es tracta d'una obra molt representativa del teatre d'en Casona: en recull tots els trets característics. Es caracteritza per la presència del paisatge asturià, per l'aparició de fets sobrenaturals i misteriosos, de personatges típics del seu teatre, com són la mort encarnada en una dona misteriosa anomenada Peregrina, i els personatges propis de l'àmbit rural. A més, l'autor també recull en aquesta obra un seguit de llegendes de caràcter popular com les relacionades amb la nit de Sant Joan.

## Resum de l'obra
L'obra se situa en una petita població asturiana on una família es veu marcada per la mort d'una noia jove anomenada Angèlica, germana de Falin, Andrés i Dorina, que va desaparèixer en un riu ja fa quatre anys. La mare encara no l'ha oblidada, mentre que la resta de la família (l'avi, el Martin de Narcés i els seus germanets) intenten mirar cap al futur i passar pàgina. A més a més, la mare no deixava que els seus altres tres fills anessin a l'escola, perquè haurien de passar pel riu. La família tenia una serventa anomenada Telva, que havia perdut els seus set fills en un accident a la mina.
Un dia apareix del no-res una noia forastera anomenada Peregrina, que portarà el misteri a la casa. A la seva primera visita, es queda a jugar amb els xicots; després s'adorm. L'avi descobreix qui és la Peregrina. Quan la Peregrina desperta, s'adona de l'hora que és i recorda quina és la seva missió: matar en Martín. La Peregrina representa la mort. Quan marxa de la casa li diu a l'avi que tornarà a la setena lluna plena.
La seva presència respon a la seva intenció d'emportar-se amb ella una noia que encara no se sap qui és. Passen els dies i l'Adela, una altra noia, arriba a la casa. Ella s'acabarà enamorant del Martín, que havia estat el marit de l'Angélica. Tota la família, inclosa la mare, començava a veure la vida amb optimisme: tothom havia assumit la pèrdua de l'Angélica, i l'Adela omple el buit que ella havia deixat, fins al punt que la consideren una filla més.
L'obra està envoltada de misteri; un misteri que es resol quan en Martín explica la veritable història de la desaparició de l'Angèlica: la seva dona no va morir al riu sinó que va abandonar-lo per un altre home. Quan aquest ja no va vol saber res més d'ella, aleshores aquesta torna a casa per recuperar la seva antiga vida i es troba només amb la Peregrina, que fins aleshores semblava una dona dolenta, i que va convenç l'Angèlica i dient-li que si ella moria deixaria viure en pau tota la seva família. Mentrestant, a la festa de Sant Joan, en Martín i l'Adela ballaven al voltant de la foguera. L'Angèlica, convençuda per la Peregrina i, passada la nit de Sant Joan, va aparèixer el seu cos sense vida al riu. La mare, finalment, convençuda que el cos ha aparegut després que la seva filla portés quatre anys morta al riu, pot finalment tancar el dol.
A la fi, l'Alejandro Casona -l'autor-, deixa entreveure una possible relació entre l'Adela i el Martín.

## La Peregrina
La Peregrina és un personatge fonamental i principal en aquesta obra. L'Alejandro Casona personifica la mort mitjançant aquest personatge misteriós, una Mort que té sentiments i emocions. És una noia jove i bella que té tots els trets característics dels humans. És capaç de fatigar-se, tenir fred, jugar amb els nens, etc. L'autor intenta donar una imatge de la Peregrina (la mort) allunyada de la típica imatge macabra i espantosa que la sol caracteritzar. A La dama del alba, la mort sembla esser un personatge que fa justícia, ja que aconsegueix que aquells que s'han portat malament acabin pagant els seus errors. Així, l'Angèlica, que és el personatge que ha abandonat la seva família fent veure que havia mort al riu, rep el càstig per la seva acció i no és perdonada per la mort sinó que, a més, és conduïda per la Peregrina, que li fa experimentar el seu propi càstig.

## El misteri aLa dama del alba
Sense cap mena de dubte, el misteri que envolta l'obra des de les primeres pàgines és el que atreu al lector. A l'inici de l'obra s'explica la desaparició al riu d'una noia jove, l'Angèlica, filla d'una família humil. Han passat quatre anys i encara no s'ha trobat el cos.
L'Alejandro Casona aporta misteri i intriga a l'obra fins al seu desenllaç: quan es descobreix el motiu de la desaparició de la noia. Se sap que realment ella no va desaparèixer, sinó que voluntàriament va marxar del poble amb un altre home. El misteri no solament el genera l'autor amb aquesta misteriosa desaparició, sinó que, mitjançant nombrosos elements, crea aquest clima d'intriga i misteri.
Així doncs, situa l'acció en un poble envoltat de boira. En general, la trama es desenvolupa a la nit.